# دشتك ميمند (سادات محمودي)
دشتك ميمند (بالفارسية: دشتک میمند) هي قرية تقع في إيران في قسم سادات محمودي الريفي. يقدر عدد سكانها بـ 373 نسمة بحسب إحصاء 2016.